# Cumpleaños de Buda

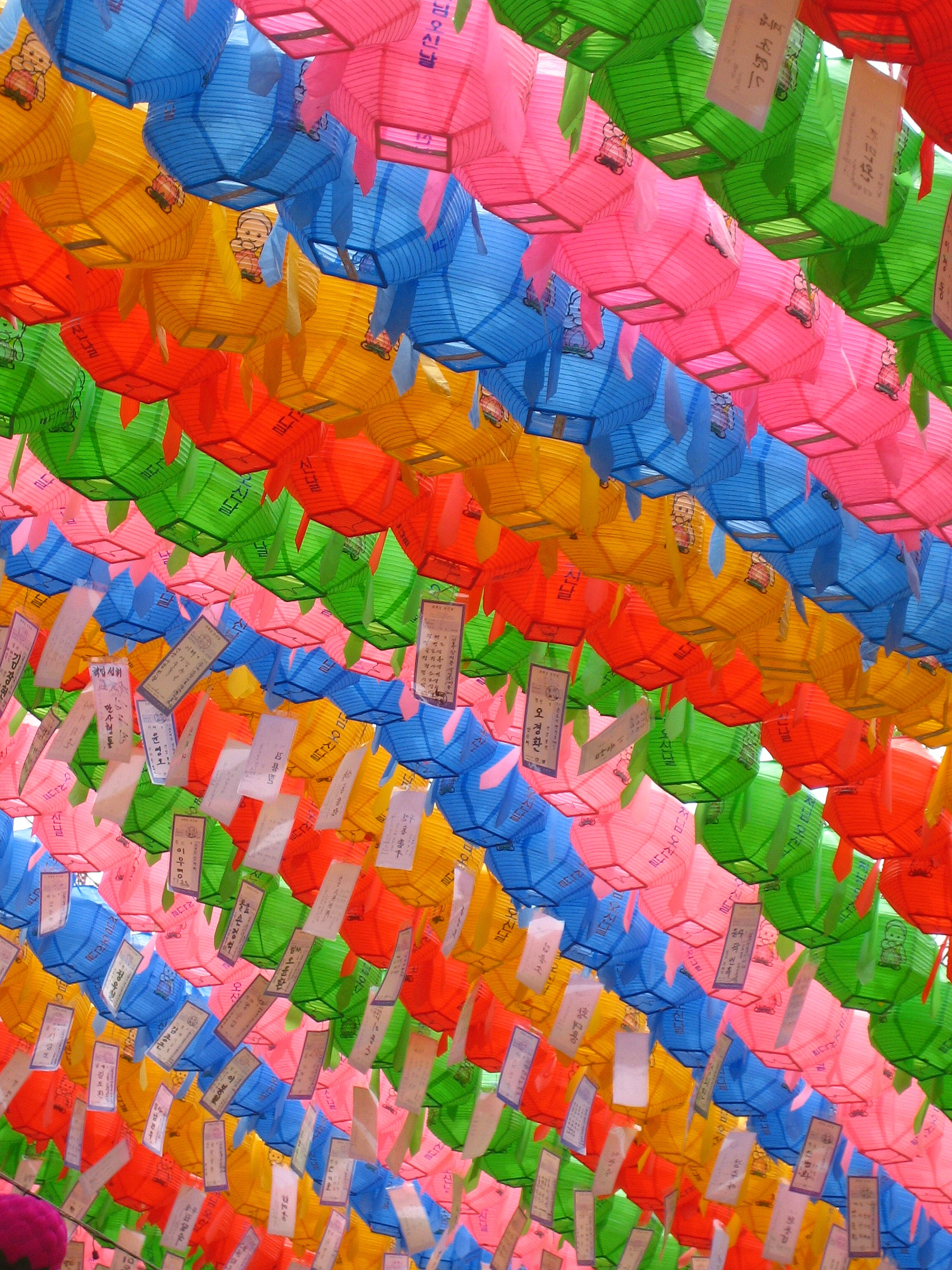
Farolillos colgados en el Festival de Faroles de Loto en Corea del Sur.

El cumpleaños de Buda es una fiesta tradicional celebrada en el budismo Mahayana para conmemorar el nacimiento del príncipe Siddhartha Gautama, más tarde el Buda Gautama y fundador del budismo. Según las Escrituras del Theravada Tripitaka, Gautama nació en Lumbini en el moderno Nepal, alrededor del año 563 AC, y fue criado en Kapilavastu.
Según esta leyenda, luego del nacimiento del joven príncipe Gautama, un astrólogo llamado Asita visitó al padre del joven príncipe, el rey Śuddhodana, y profetizó que Siddharta se convertiría en un gran rey o renunciaría al mundo material para convertirse en un hombre santo, dependiendo de si veía cómo era la vida fuera de las paredes del palacio.
Śuddhodana estaba decidido a ver a su hijo convertirse en un rey, por lo que le impidió salir de los terrenos del palacio. Pero a los 29 años, a pesar de los esfuerzos de su padre, Gautama se aventuró más allá del palacio en varias veces. En una serie de encuentros -conocidos en la literatura budista como las cuatro visiones- aprendió del sufrimiento de la gente común, encontrándose con un anciano, un enfermo, un cadáver y, finalmente, un santo ascético, aparentemente contento y en paz con el mundo. Estas experiencias llevaron a Gautama a abandonar la vida real y a emprender una búsqueda espiritual.
Su aniversario es celebrado en varios países con población budista.

## Fecha
La fecha exacta del cumpleaños de Buda se basa en los calendarios lunisolares asiáticos y se celebra principalmente en el mes Baisakh del calendario budista y el calendario hindú Vikram Samvat, y por lo tanto también se llama Vesak. En Nepal, el país natal de Buda, se celebra en el día de luna llena del mes Vaisakha del calendario budista. En los países Theravada siguiendo el calendario budista, cae en una luna llena Uposatha día, por lo general en el 5º o 6º mes lunar. En China y Corea, se celebra el octavo día del cuarto mes en el calendario lunar chino. La fecha varía de año en año en el calendario gregoriano occidental, pero generalmente cae en abril o mayo. En años bisiestos se puede celebrar en junio.

## Celebraciones en cada país

### En Corea del Sur
En Corea el llamado Bucheonim osin nal («el día en el que Buda llegó») o Seokka Tanshin-il («el día del cumpleaños de Buda») es celebrado según el calendario lunisolar. La festividad cae en el octavo día del cuarto mes lunar. Es tradición colgar faroles de loto para celebrar el día. En los templos, a los fieles se les ofrece el Sanchae bibimbap que se prepara solo con ingredientes vegetales.

### En India
El cumpleaños de Buda se celebra en muchos lugares, especialmente en Bengala donde la población de budistas es del 6%. Los indios visitan templos y monasterios (viharas) para en  participar en la adoración . En este caso, se viste un traje blanco.

### En Sri Lanka
Es una de las fiestas más importantes en este país. Se celebra el primer día de mayo del calendario lunar. La gente normalmente acude a ceremonias budistas mostrando mucha decoración en calles y casas.